# 東京地検の男
『東京地検の男』（とうきょうちけんのおとこ）は、2021年3月24日の20:00 - 21:48に、テレビ朝日系列のドラマスペシャルとして放送されたテレビドラマ。主演は沢村一樹。
名取裕子主演の同局系「京都地検の女」シリーズと同じプロデューサー陣が手掛ける“男版”の位置づけ。

## キャスト

### 主要人物
東丸信助（ひがしまる しんすけ）
演 - 沢村一樹
本作の主人公。東京地検・検事。
父と兄が弁護士の弁護士一家に育ったため自分も弁護士になると考えていたが、それは自分の思い込みであると気づきスーパーに就職する。挨拶と割引が大好きな変わり者。しかし、常連客が詐欺被害に遭った際、検事が全く親身になって捜査してくれない様子を見て一念発起し司法試験に合格して検事となった経歴を持つ。
桐野圭太（きりの けいた）
演 - 矢本悠馬
東京地検・検察事務官。
マイペースな東丸のサポートを務める。
三枝浩一（さえぐさ こういち）
演 - 市川猿之助
東京地検 特捜部・検事。
花形部署である特捜部のエリート。

### 東京地検 特捜部
太田春男（おおた はるお）
演 - 渋谷謙人
東京地検 特捜部・検事。三枝の部下。

### 不動産業者殺人事件の関係者
山岡誠二（やまおか せいじ）
演 - 平岳大
洋食店「デリッシュホープ」オーナー。家賃のことでもめた不動産業者の大橋を殺害したと自供し東丸のもとに送検されるが、東丸の問いかけに心打たれ、自供を撤回し無実を訴える。
田所美香（たどころ みか）
演 - 星野真里
洋食店「デリッシュホープ」の店員。
石森良雄（いしもり よしお）
演 - 渡辺正行
東京湾岸警備保障の役員。警視庁OB。大橋のマンションから逃走する山岡を目撃した。
大橋妙子（おおはし たえこ）
演 - 小柳友貴美
不動産業者。殺人事件の被害者。

### 警視庁豊洲中央署
加藤正則（かとう まさのり）
演 - 河相我聞
不動産業者殺害事件の担当刑事。
間下純子（ました じゅんこ）
演 - 尾崎由香
加藤の同僚刑事。

### 政界関係者
村井修三（むらい しゅうぞう）
演 - 螢雪次朗
衆議院議員。特捜部が着手した贈収賄事件のターゲット。
倉田昭夫（くらた あきお）
演 - 野間口徹
村井修三の秘書。三枝から取り調べを受ける。
田中和也（たなか かずや）
演 - 岡田浩暉
村井修三の秘書。倉田が特捜部から取り調べを受けたことがマスコミに嗅ぎつけられることを危惧する。

### 東京高等検察庁
大川克彦（おおかわ かつひこ）
演 - 羽場裕一
東京高等検察庁・検事長。
剣崎亮子（けんざき りょうこ）
演 - 名取裕子
東京高等検察庁・刑事部部長。

### 東丸家
東丸恭子（ひがしまる　きょうこ）
演 - 富田靖子
東丸の妻。
東丸真由美（ひがしまる まゆみ）
演 - 平澤宏々路
東丸の娘。
東丸茂樹（ひがしまる しげき）
演 - 須藤琉偉
東丸の息子。

### その他
幸恵（ゆきえ）
演 - 松本海希
東丸がスーパーに務めていた時の常連客。詐欺にあったが検察が親身になって捜査してくれなかったことから経営していた雑貨店を閉店することになり、彼女の境遇を不憫に感じたことから東丸が検事を目指す切っ掛けとなる。
幸恵をスルーする検事
演 - 吉田朋弘
詐欺被害に遭った幸恵のために親身になって捜査してくれなかった。
美香に刺される昔の男
演 - 河津浩滉
かつて美香を詐欺に巻き込んでいた男。復縁を迫り「デリッシュホープ」を訪れるが、美香に包丁で切りつけられる。
国選弁護人
演 - 永田耕一
レストラン店員
演 - 宮森右京
冒頭の制服警官
演 - 松本誠
スーパー店員
演 - 門石藤矢
女性事務員
演 - 合田純奈
アイドルグループ
演 - プリンセスは眠らないっ!（酒井穂乃香、星野友香利、武南彩葉）
事件当日、事件現場の対岸でプロモーションビデオの撮影をしていた。

## スタッフ
「京都地検の女」では東映京都撮影所がプロダクションを担当したが、本作は東映東京撮影所がプロダクションを担当している。
- 脚本 - 尾崎将也
- 監督 - 星野和成
- 法律監修 - 虎ノ門第一法律事務所
- スタントコーディネート - 深作覚
- ゼネラルプロデューサー - 横地郁英（テレビ朝日）
- プロデューサー - 川島誠史（テレビ朝日）、島田薫（東映）
- 制作 - テレビ朝日、東映